# Всё, что с нами происходит
«Все, Что с нами происходит» — второй официальный студийный альбом московской группы Солнце Лауры. Композиции стали короче, жестче, элементы психоделии ослабли. Не меньшее, чем в первом альбоме, внимание также уделено оформлению диска в лучших традициях классических концептуальных альбомов прогрессивного рока.

## История создания
Запись альбома была начата летом 2010 года, после весеннего гастрольного тура в поддержку альбома «В самом центре мира». Подход отличался в первую очередь уверенностью, которую группа обрела с опытом записи первого диска, вышедшего в начале 2010 года.

Когда мы закончили (первый альбом), у меня было такое ощущение, которое можно выразить как «Уфф». Целый пласт жизни был завершен и успешно зафиксирован, я почувствовал полную свободу, возможность двигаться дальше к новым горизонтам. После этого сразу стали писаться новые песни, которые постепенно сложились в альбом.

Вообще, песни для этой пластиники я стал писать не в самый легкий период жизни, когда переживал расставание. Далее — выход из этого состояния, новые ощущения. То есть путь был от «К югу от границы» и «В мире без тебя» к «Всё, что с нами происходит», «Ангелу» и «Вперед и с песней» (хотя она и была написана самый первой, не случайно, что закрывает альбом)/
Димка в интервью KM.ru
На этом альбоме фактически все песни новые, кроме трека «Не наяву», заготовки которого были ещё в период записи «В самом центре мира». Также в диск была включена кавер-версия песни «Смешное сердце» группы «Чёрный Лукич», подготовленная для трибьют-альбома этой группы. Уже на финальной стадии работы над диском решено было дополнить его двумя бонус-треками: песней «Солнце Лауры», подготовленной ещё для записи первого альбома, но в него не попавшей, и новым сведением композиции «Хочется жить». Из-за нехватки времени перед презентацией песня «Ангел» была сведена Яном Сурвило. Для второго издания диска Димка предполагал её пересвести. Но в связи с гибелью Дмитрия эти планы теперь под вопросом.
Диск «Все, что с нами происходит» был выпущен осенью 2012 года лейблом «Выргород». Презентация его состоялась в Москве 18 октября 2012 года. В ноябре 2012-го альбом был презентован в ходе тура группы «Солнце Лауры» по Югу России (Воронеж, Невинномысск, Пятигорск, Ессентуки, Ростов-на-Дону).

 «Новый альбом „Всё Что С Нами Происходит“ — наш большой шаг вперед, где мы вышли на совершенно новый качественный уровень. Это было возможно, конечно, с опытом записи дебютной пластинки, тогда мы многому научились. Если на первом альбоме мы больше рисовали такие музыкальные полотна, как песня „Мост“, наполняя их разными красками, то сейчас, обладая этой палитрой, мы стремились создать пластинку, где бы каждая песня трогала людей. Это песни про то, что происходит в жизни. Поэтому они где-то проще. Но, тем не менее, это результат долгой и кропотливой работы, где нет ничего случайного от порядка песен, до любой ноты и слова. Это глубокий альбом, который обязательно надо расслышать. Мне нравится создавать вещи, которые как хорошую книгу надо несколько раз перечитывать, где не все открывается сразу и есть очень много слоев.» 
из интервью «КБ» (Ростов-на-Дону)
Последняя строчка в завершающей альбом композиции «Солнце Лауры» звучит так: «Это Солнце Лауры, а меня больше нет». 8 декабря 2012 года на подмосковной трассе в гололёд машину, в которой Димка с друзьями ехал на дачу к знакомым музыкантам, занесло. Дмитрий погиб на месте.

## Список композиций
| №   | Название                       | Длительность |
| --- | ------------------------------ | ------------ |
| 1.  | «Ангел»                        | 4:00         |
| 2.  | «Не наяву»                     | 3:08         |
| 3.  | «К югу от границы»             | 4:23         |
| 4.  | «В мире без тебя»              | 4:26         |
| 5.  | «Все, что с нами происходит»   | 3:44         |
| 6.  | «Смешное сердце»               | 3:45         |
| 7.  | «Дождь»                        | 3:31         |
| 8.  | «Секс, наркотики и рок-н-ролл» | 3:03         |
| 9.  | «Островитяне»                  | 3:33         |
| 10. | «Вперед и с песней»            | 4:05         |

| №   | Название       | Длительность |
| --- | -------------- | ------------ |
| 11. | «Хочется жить» | 3:45         |
| 12. | «Солнце Лауры» | 4:22         |

## Участники записи
- ДмитрийСиндицкий(Димка Сиди бу) — голос, акустическая гитара, гитара, клавишные (3), перегруженный бас (1)
- Антон Андреев — ударные (все, кроме 12)
- Пабло Сычев — гитары (все, кроме 11, 12), клавишные (10)
- Павел Панасюк — бас (3, 4, 6-11)
- Юрий Марковский — бас (2, 5)
- Лев Карелин — клавишные (2, 3, 5, 10), гитара (1, 5), акустическая гитара (7), чача (7)

### A также
- Павел Зайцев — гитара (11)
- Павел Каюшкин — орган (11), клавишные (12)
- Максим Карпенко — гитара (12)
- Денис Зарубин — гитара (12)
- Женя Пастернак — бас (12)
- Виталий Мелентий — ударные (12)

## О записи
Альбом записан преимущественно на студии «Арт-Комбинат» Львом Карелиным, Димой Добрым, Костей Родионовым, а также Севой и Алексеем Назаренко в разное время с лета 2010-го по лето 2012 года.
Все песни — ДмитрийСиндицкий(Димка Сиди бу), кроме 6 («Чёрный Лукич»), 7 (Димка/Панасюк)

Аранжировки — Солнце Лауры

Оркестровка «В мире без тебя» — Пабло Сычев
Сведение — Дима Добрый (Спасибо Яну Сурвило за «Ангела»)

Мастеринг — Андрей Субботин на Saturday Mastering Studio
В оформлении использованы фото из архивов группы — Юрия Стрелюхина, Армена Мовсесяна, Иулиании Резниковой, Димки.
А также лого Андрея А-Мияссарова

## Интересные факты
- Песня «Солнце Лауры» была записана во время студийных сессий альбома «В самом центре мира» и сведена Максимом Карпенко в 2007 году. Однако, по словам Димки, «в момент, когда альбом был готов, про эту песню все почему-то напрочь позабыли… Прошло время и в этом году, когда мы делали праздничный концерт „Солнце Лауры“, пригласив музыкантов разных составов, стали вспоминать старые песни, вдруг нашли и этот трек. По самой концепции пластинки он, кстати, идеально в неё вписывается.»[1]
- Песня «Хочется жить» была записана там же в 2009 году, пересведена для этого альбома с использованием оригинальных дорожек.
- Текст песни «Секс, наркотики и рок-н-ролл» в буклете озаглавлен просто «Рок-н-ролл», хотя на rear-side коробки название песни написано полностью.
- Тексты песен «Солнце Лауры» и «Хочется жить» в буклете отсутствуют.
- Вещь «Вперед и с песней» звучала со сцены на митинге «За честные выборы» на проспекте Сахарова 24 декабря 2011 года, о чём сами музыканты узнали намного позже из рассказов тех, кто там был.[1]